# Перегуди
Перегу́ди — село в Україні, у Бориспільському районі Київської області. Населення становить 223 осіб. Входить до складу Бориспільської міської громади. Село, розташоване на відстані 20 км на північний схід від районного центру міста Бориспіль, у низинній місцевості на березі невеликої річки Красилівки.

## Населення

### Мова
Розподіл населення за рідною мовою за даними перепису 2001 року:
| Мова       | Кількість | Відсоток |
| ---------- | --------- | -------- |
| українська | 223       | 100%     |

## Історія
Село засноване 1639 року в лісовій гущавині, надовго ізолювалося від навколишнього світу. Засновник і перший власник села Перегуди, Дмитро Іванович Перегуда, сполонізований українець із дворян Волині, католицького віросповідання. З 1699 року власником села став син Дмитра Івановича Перегуда Хома Дмитрович.
З середини XVIII ст. село було у власності київського полковника Юхима Федоровича Дарагана, в 1762 році перейшло у спадок до його сина Івана Юхимовича Дарагана. Під 1765—1769 роками значилося як хутір Перегудівка — військово-адміністративна одиниця Бориспільської сотні Київського полку.
За румянцевим Генеральним переписом 1765 року Лівобережної України, на хуторі проживало 81 особа, 25 дворів. За описом Київського намісництва 1781 року вже значиться як селище, у якому на той час було 29 хат. За описом 1787 року в селищі проживало 105 душ. Було у володінні «казених людей» та власника — генерал-поручника Дарагана.
За переписом 1801 року в селі Перегуди мешкало 97 осіб.
Є на мапі 1826-1840 років
У 1912 році село Перегуди викупив у міністра внутрішніх справ імперії Федора Трепова, Єгор Олексійович Вишневецький. Єгор Вишневецький збудував у селі горілчаний завод. Микола Антонович Вишневецький цегельний завод.
У 1915 році Єгор Вишневецький відкрив у селі церковно-приходську школу.
У 1918 році пани Вишневецькі загинули від рук сеньківської злочинної банди Андрія Веклича.
У 1921 році в селі організовано комітет незаможних селян на чолі з Тарасенко Антоном Пилиповичем.
До 1923 року село Перегуди належали до Гоголівської волості Остерського повіту Чернігівської губернії. З 1923 року разом із хутором Віта село відійшло до Великодимерського району Київської округи УРСР.
За даними 1926 року, Перегуди — село, центр сільської ради, якій підпорядковувалися хутори Віта, Вовчий Ріг і Краснощокого. На той час у Перегудах проживало 395 жителів, а разом із жителями хуторів — 544. У 1929 році створено колгосп ім. Петровського. Під час голодомору помер 31 чоловік.
Першим головою Перегудівської сільської ради був Тарасенко Антон Пилипович.
З 1937 по 1938 рр. по селі прокотилася репресивна машина органів НКВС. За сфабрикованими справами антирадянської організації «Двоголовий орел», були розстріляні ряд колгоспників. Перегуда Федот Арсенович за те, що похрестив дітей, нелегально запросив попа, агітував за відкриття церкви в Борисполі.
У роки Німецько-радянської війни з 19 вересня 1941 року до 22 вересня 1943 року село перебувало під німецько-нацистською окупацією. За цей час 45 чоловік було відправлено в Німеччину, спалено 60 хат. 23 вересня в село увійшла частина 240-ї стрілецької дивізії під командуванням полковника Уманського Терентія Хомича.
У 1957 році в селі було відкрито крамницю, медичний пункт, клуб з кіноустановкою, бібліотеку. Працювала Перегудівська семирічна школа.
У 70-х роках село увійшло до Велико-Старицької сільради, а з 80-х років село підпорядковане Сеньківській сільській раді. Колгосп ім. Г.Петровського був приєднаний до радгоспу «Сеньківський».
Між 1989 і 1992 роками приєднаний хутір Кривий Ріг (Вовчий ріг)

Клуб в селі Перегуди
Пам'ятник загиблим воїнам села Перегуди
Магазин в селі Перегуди

## Економіка
На сьогоднішній день в селі працює ферма АТ «Племінний завод „Агрорегіон“». Розвиваються 15 фермерські господарства.